# Грозинецька сільська рада
Грозине́цька сільська́ ра́да — адміністративно-територіальна одиниця та орган місцевого самоврядування в Хотинському районі Чернівецької області. Адміністративний центр — село Грозинці.

## Загальні відомості
- Населення ради: 2 113 особи (станом на 2001 рік)

## Населені пункти
Сільській раді були підпорядковані населені пункти:
- с. Грозинці

## Склад ради
Рада складалася з 16 депутатів та голови.
- Голова ради: Гавриш Василь Іванович
- Секретар ради: Кухтар Тетяна Василівна

### Керівний склад попередніх скликань
| Прізвище, ім'я, по батькові | Основні відомості                                                 | Дата обрання | Дата звільнення |
| --------------------------- | ----------------------------------------------------------------- | ------------ | --------------- |
| Гавриш Василь Іванович      | Сільський голова, 1959 року народження, освіта вища               | 26.03.2006   | 31.10.2010      |
| Гавриш Василь Іванович      | Сільський голова, 1959 року народження, освіта вища, безпартійний | 31.10.2010   |                 |

Примітка: таблиця складена за даними сайту Верховної Ради України

### Депутати
За результатами місцевих виборів 2010 року депутатами ради стали:

#### За суб'єктами висування
| Суб'єкт висування | Кількість обраних депутатів | %    |
| ----------------- | --------------------------- | ---- |
| Партія регіонів   | 15                          | 93,8 |
| Самовисування     | 1                           | 6,3  |

#### За округами
| № округу        | Прізвище, ім'я, по батькові      | Дата визнання обраним | Освіта  | Партійна приналежність | Відомості про обраного депутата                      |
| --------------- | -------------------------------- | --------------------- | ------- | ---------------------- | ---------------------------------------------------- |
| Партія регіонів |                                  |                       |         |                        |                                                      |
| 1               | Ілько Валентина Василівна        | 04.11.2010            | середня | позапартійна           | Грозинецька бібліотека, бібліотекар                  |
| 2               | Кухтар Тетяна Василівна          | 04.11.2010            | середня | позапартійна           | Грозинецька сільська рада, секретар                  |
| 3               | Білик Анатолій Мойсейович        | 04.11.2010            | середня | член Партії регіонів   | приватний підприємець                                |
| 4               | Мельник Олесандр Миколайович     | 04.11.2010            | вища    | позапартійний          | Грозинецька загальноосвітня школа І-ІІІ ст., вчитель |
| 5               | Грикаловський Віктор Георгійович | 04.11.2010            | середня | позапартійний          | приватний підприємець, фермер                        |
| 6               | Білик Мойсей Мойсейович          | 04.11.2010            | середня | член Партії регіонів   | тимчасово не працює                                  |
| 8               | Хащева Аліна Василівна           | 04.11.2010            | вища    | позапартійна           | Грозинецька загальноосвітня школа І-ІІІ ст., вчитель |
| 9               | Гончар Борис Іванович            | 04.11.2010            | вища    | позапартійний          | приватний підприємець                                |
| 10              | Рябой Ігор Олексійович           | 04.11.2010            | вища    | позапартійний          | приватний підприємець                                |
| 11              | Блохін Олексій Борисович         | 04.11.2010            | середня | позапартійний          | Грозинецька загальноосвітня школа І-ІІІ ст., вчитель |
| 12              | Руснак Марія Георгіївна          | 04.11.2010            | середня | позапартійна           | Грозинецька сільська рада, касир-рахівник            |
| 13              | Тіміш Ольга Драгошевна           | 04.11.2010            | середня | член Партії регіонів   | Чернівецька лікарня швидкої допомоги, медсестра      |
| 14              | Бейлишен Світлана Гаврилівна     | 04.11.2010            | середня | позапартійна           | Грозинецька сільська рада, бухгалтер                 |
| 15              | Ткач В'ячеслав Васильович        | 04.11.2010            | середня | позапартійний          | приватний підприємець                                |
| 16              | Горян Юрій Георгійович           | 04.11.2010            | вища    | позапартійний          | приватний підприємець                                |
| Самовисування   |                                  |                       |         |                        |                                                      |
| 7               | Ткач Віктор Васильович           | 04.11.2010            | середня | позапартійний          | приватний підприємець                                |